# Scooby-Doo, hvor er du!
Scooby-Doo, hvor er du! er den første serie af Hanna-Barberas Scooby-Doo. TV-serien skabedes af Joe Ruby og Ken Spears, og havde premier på CBS 13. september 1969 og fortsatte i to sæsoner med totalt 25 afsnit. Det sidste afsnit havde premier 31. oktober 1970.
Ni episoder fra Scooby-Doos 1978-1979 sæson, blev først sendt på ABC.